# Томас Моргенштерн
Томас Моргенштерн (нім. Thomas Morgenstern; нар. 30 жовтня 1986, Шпітталь-ан-дер-Драу, Каринтія, Австрія) — австрійський стрибун на лижах з трампліна, триразовий олімпійський і шестиразовий чемпіон світу.
Дебютував у Кубку світу на Турне чотирьох трамплінів в сезоні 2002—2003.
На чемпіонаті світу в Оберстдорфі в 2005 році в 18-річному віці вперше став чемпіоном світу.
Через рік на Олімпіаді в Турині 19-річний Моргенштерн став дворазовим олімпійським чемпіоном.
На початку сезону 2007—2008 Моргенштерн здобув перемоги на перших 6 етапах Кубка світу, встановивши таким чином рекорд за кількістю перемог зі старту сезону. 6 перемог поспіль також є рекордом, які Моргенштерн ділить з фінами Янне Ахоненом, Матті Хаутамякі та Грегором Шліренцауером.
У результаті в сезоні 2007—2008 Моргенштерн став володарем Кубка світу. До нього останнім австрійцем, хто завоював Кубок світу в загальному заліку, був Андреас Гольдбергер в сезоні 1995-96.